# 다이토정 (시마네현)
히키미정(大東町)은 시마네현 동부에 있던 정이며 오하라군에 속했다.
2004년 11월 1일에 합병으로 현재는 운난시 다이토정에 해당된다.

## 지리
시마네현 내륙부에 위치하고 있었다.

## 역사
- 1889년 4월 1일 - 정촌제 시행으로 합병전의 촌역인 다이토촌이 성립하였다.
- 1903년 11월 6일 - 다이토촌이 정으로 승격해 다이토정이 되었다.
- 1951년 4월 1일 - 4개의 촌과 합병해 새로운 다이토정이 성립하였다.
- 1956년 4월 1일 - 가이시오촌을 편입하였다.
- 2004년 11월 1일 - 가모정, 기스키정, 이시군 미토야정, 가케야정, 요시다촌과 합병해 운난시가 성립하였다. 동일 다이토정은 폐지되었다.

## 교통

### 철도
- 서일본 여객철도 기스키 선